# Salum Ageze Kashafali
Salum Ageze Kashafali (Goma, 25 novembre 1993) è un velocista e lunghista norvegese ipovedente.

## Biografia
Nato nella Repubblica Democratica del Congo e trasferitosi con la famiglia in Norvegia per fuggire dalla guerra civile, all'età di dodici anni gli fu diagnosticata la malattia di Stargardt, condizione degenerativa che causa ipovisione e può portare alla cecità. Ha iniziato a praticare l'atletica leggera all'età di diciassette anni a Bergen, in Norvegia, dove risiede. Nel 2015, dopo essersi diplomato campione norvegese assoluto dei 60 metri piani indoor, ha partecipato ai campionati europei under 23 di Tallinn, dove si è classificato sesto nella staffetta 4×100 metri, mentre non è riuscito a raggiungere la finale dei 100 metri piani.
Nel 2019, dopo aver ottenuto il titolo di campione norvegese assoluto dei 100 metri piani, è stato riconosciuto atleta paralimpico per la sua disabilità visiva e lo stesso anno ha preso parte ai campionati mondiali paralimpici di Dubai, dove ha conquistato la medaglia d'oro nei 100 metri piani T12, categoria riservata agli ipovedenti, con il nuovo record dei campionati.
Due anni dopo ha vinto la medaglia d'oro nei 100 metri piani T12 ai campionati europei paralimpici di Bydgoszcz con tanto di record della manifestazione, mentre nel salto in lungo T12 ha ottenuto la settima posizione in classifica. Poche settimane dopo ha partecipato ai Giochi paralimpici di Tokyo, dove ha corso i 100 metri piani T12 in 10"43, nuovo record mondiale paralimpico che gli è valso la medaglia d'oro. Tre anni dopo, alle Paralimpiadi di Parigi, vince la medaglia d'argento nei 100 metri piani T13.

## Palmarès
| Anno | Manifestazione       | Sede      | Evento             | Risultato | Prestazione | Note                  |
| ---- | -------------------- | --------- | ------------------ | --------- | ----------- | --------------------- |
| 2015 | Europei U23          | Tallinn   | 100 m piani        | Batteria  | 10"73       |                       |
| 2015 | Europei U23          | Tallinn   | 4×100 m            | 6º        | 40"04       |                       |
| 2019 | Mondiali paralimpici | Dubai     | 100 m piani T12    | Oro       | 10"54       | Record dei campionati |
| 2021 | Europei paralimpici  | Bydgoszcz | 100 m piani T12    | Oro       | 10"70       | Record dei campionati |
| 2021 | Europei paralimpici  | Bydgoszcz | Salto in lungo T12 | 7º        | 6,26 m      |                       |
| 2021 | Giochi paralimpici   | Tokyo     | 100 m piani T12    | Oro       | 10"43       | Record mondiale       |
| 2023 | Mondiali paralimpici | Parigi    | 100 m piani T13    | Oro       | 10"45       | Record dei campionati |
| 2024 | Mondiali paralimpici | Kōbe      | 100 m piani T13    | Bronzo    | 17"79       |                       |
| 2024 | Giochi paralimpici   | Parigi    | 100 m piani T13    | Argento   | 10"47       |                       |

## Campionati nazionali
- 1 volta campione norvegese assoluto dei 60 m piani indoor (2015)
- 1 volta campione norvegese assoluto dei 100 m piani (2019)

2011
- In semifinale ai campionati norvegesi assoluti indoor, 60 m piani - 7"12
- In semifinale ai campionati norvegesi assoluti, 100 m piani - 11"06
- In batteria ai campionati norvegesi assoluti, 200 m piani - 22"37

2012
- 6º ai campionati norvegesi assoluti, 100 m piani - 10"96

2013
- 6º ai campionati norvegesi assoluti indoor, 60 m piani - 7"05

2014
- 7º ai campionati norvegesi assoluti indoor, 60 m piani - 7"02
- Argento ai campionati norvegesi assoluti, 100 m piani - 10"50

2015
- Oro ai campionati norvegesi assoluti indoor, 60 m piani - 6"77
- Argento ai campionati norvegesi assoluti indoor, 4×200 m - 1'28"83
- Bronzo ai campionati norvegesi assoluti, 100 m piani - 10"94

2016
- Bronzo ai campionati norvegesi assoluti indoor, 60 m piani - 6"84
- Argento ai campionati norvegesi assoluti, 100 m piani - 10"62
- 7º ai campionati norvegesi assoluti, 200 m piani - 21"93

2019
- Argento ai campionati norvegesi assoluti indoor, 60 m piani - 6"83
- Oro ai campionati norvegesi assoluti, 100 m piani - 10"37
- 8º ai campionati norvegesi assoluti, 200 m piani - 22"17

2020
- In semifinale ai campionati norvegesi assoluti, 100 m piani - 10"92

## Altre competizioni internazionali
2015
- 4º nella Super League degli Europei a squadre ( Čeboksary), 100 m piani - 10"78

2019
- 4º nella First League degli Europei a squadre ( Sandnes), 100 m piani - 10"80
- 5º nella First League degli Europei a squadre ( Sandnes), 4×100 m - 41"33